# Pedicythere nivea
Pedicythere nivea is een mosselkreeftjessoort uit de familie van de Cytheruridae. De wetenschappelijke naam van de soort is voor het eerst geldig gepubliceerd in 2005 door Schornikov.